# Christopher Six
Pour les articles homonymes, voir Six.
Christopher Six, né le 12 décembre 1985 à Limours, est un cavalier français de concours complet.

## Carrière
Aux Jeux olympiques d'été de 2020 à Tokyo, il remporte sur Totem de Brecey la médaille de bronze en concours complet par équipes avec Karim Laghouag et Nicolas Touzaint.

## Décorations
- Chevalier de l'ordre national du Mérite le 8 septembre 2021[2]